# Зихожин
Зихожин (пол. Zychorzyn) — село в Польщі, у гміні Русинув Пшисуського повіту Мазовецького воєводства.
Населення — 499 осіб (2011).
У 1975-1998 роках село належало до Радомського воєводства.

## Демографія
Демографічна структура станом на 31 березня 2011 року:
|          | Загалом | Допрацездатний вік | Працездатний вік | Постпрацездатний вік |
| -------- | ------- | ------------------ | ---------------- | -------------------- |
| Чоловіки | 252     | 60                 | 164              | 28                   |
| Жінки    | 247     | 62                 | 126              | 59                   |
| Разом    | 499     | 122                | 290              | 87                   |